# Maria Isabela a Spaniei
María Isabella a Spaniei (6 iulie 1789 – 13 septembrie 1848) a fost infantă a Spaniei și regină a Regatului celor Două Sicilii. A fost a doua soție a lui Francisc I și cea mai mică fiică a regelui Carol al IV-lea al Spaniei și a reginei Maria Luisa de Parma. A avut 12 copii.

## Infantă a Spaniei
Născută la Palatul Regal din Madrid, María Isabel de Borbón y Borbón-Parma a fost al 11-lea copil al regelui Carol al IV-lea al Spaniei (1748–1819) și a soției acestuia, Maria Luisa de Parma (1751–1819), o nepoată a regelui Ludovic al XV-lea al Franței. Bunicii ei paterni au fost Carol al III-lea al Spaniei și Maria Amalia de Saxonia. Bunicii mateni au fost Filip, Duce de Parma și Prințesa Louise Élisabeth a Franței. Bunicii ei erau frați, ambii fii ai regelui Filip al V-lea al Spaniei și ai celei de-a doua soții, Elisabeth Farnese

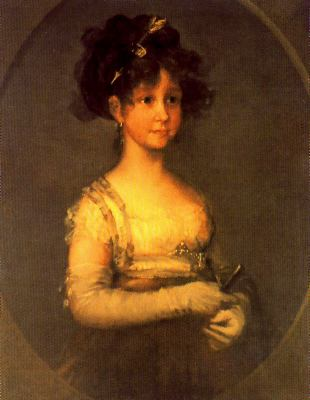
Infanta María Isabel. Portret de Francisco Goya.

Deși tatăl Mariei Isabel a menținut aparențele unui monarh absolut și puternic, el a avut un rol pasiv, lăsând puterea soției sale și a prim-ministrului Manuel Godoy. Mama Mariei Isabel, regina Maria Luisa, l-a dominat complet pe rege. Nașterea Mariei Isabel a coincis cu ridicarea la putere a lui Godoy. Cum nepopulara regină Maria Luisa era sub vraja lui Godoy, inamicii lor i-au acuzat că ar fi fost iubiți. Zvonurile de la curte atribuiau paternitatea Mariei Isabel nu regelui ci tânărului Godoy, care a devenit prim-ministru în 1792.
Copilăria infantei a coincis cu evenimentele Franței revoluționare și turbulențele politice din Spania. Mezina unei familii mari, María Isabel a fost răsfățată de părinții ei și educația a fost rudimentară.
În decembrie 1800, Lucien Bonaparte a ajuns în Spania ca noul ambasador francez. Prin el, regina Maria Luisa a oferit-o pe María Isabel în căsătorie cu Napoleon Bonaparte în aprilie 1801. Pe atunci Prim Consulul Napoleon era căsătorit cu Joséphine de Beauharnais de doi ani, însă i se sugerase să divorțeze și să se căsătorească cu o prințesă cu sânge regal. Napoleon avea o părere proastă de familia Bourbon și a comentat în particular: "Dacă m-aș recăsători, nu m-aș uita la o casă în ruine pentru urmașii mei".

## Căsătorie

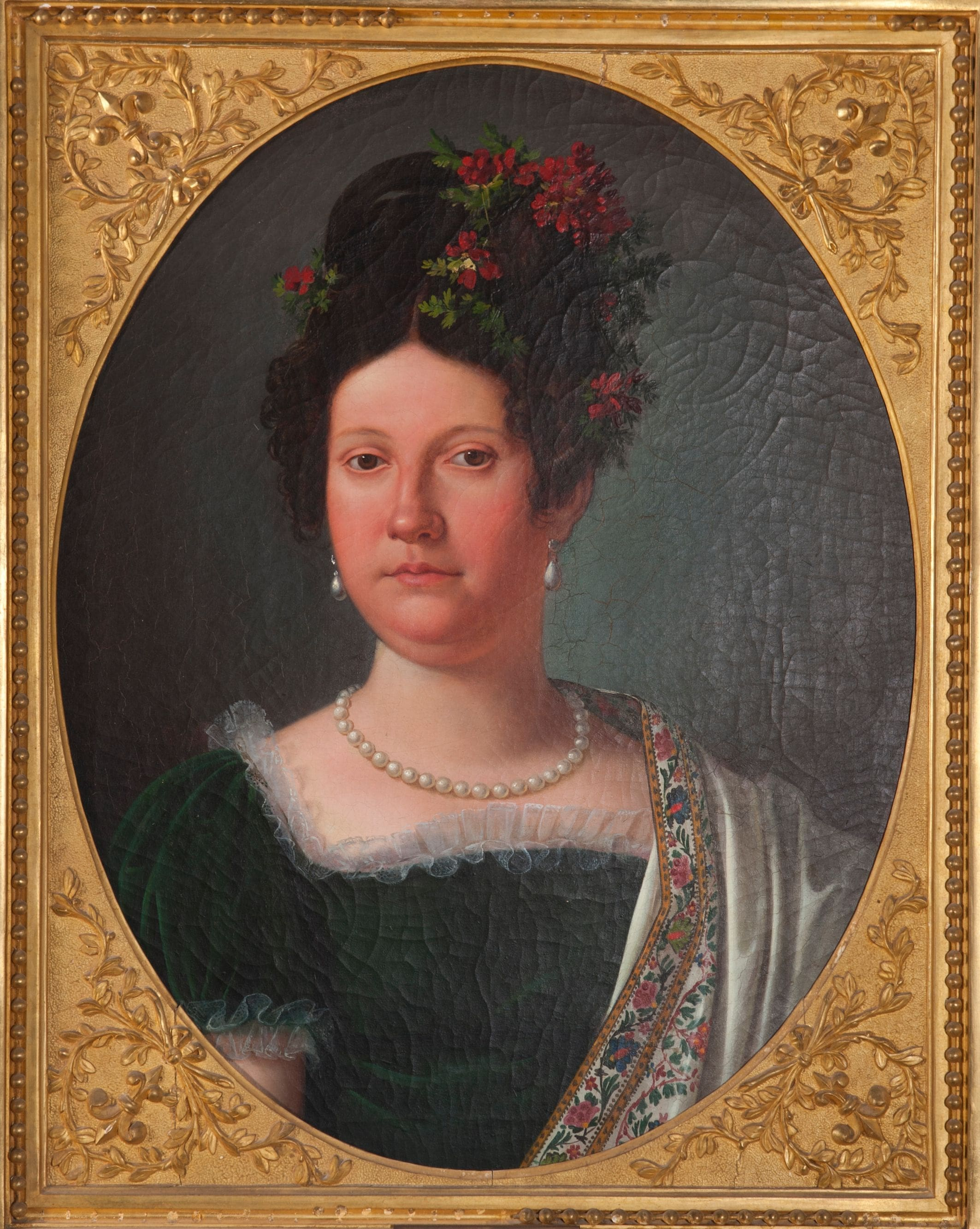
María Isabel în 1819

Dornică să găsească o coroană pentru María Isabel, în primăvara anului 1801, mama ei a căutat s-o căsătorească cu verișorul ei primar pe linie paternă, Ducele de Calabria, Prințul Francesco de Napoli și Sicilia, a cărui soție, Arhiducesa Maria Clementina de Austria, era încă în viață însă a murit în luna noiembrie a aceluiași an.
Ideea a venit de la diplomatul francez Alquier, care fusese ambasador la Madrid și Neapole. Planul său era de a aduce regatul Neapole, un aliat al Angliei și ostil Franței, în recent formata alianță spaniolo-franceză, propunând apropierea relațiilor dintre cele două familii prin două căsătorii. Infanta María Isabel și fratele ei mai mare, Ferdinand, Prinț de Asturia urmau să se căsătorească cu verii lor primari Maria Antonia de Neapole și Francesco, Duce de Calabria.
Prințul Moștenitor de Neapole era fiul cel mare al regelui Ferdinand al Siciliei, fratele mai mic al tatălui ei, și al Mariei Carolina de Austria, o soră a Mariei Antoaneta. Ideea a fost bine primită de regele Ferdinand, care își dorea o relație mai bună cu fratele său, regele Spaniei. Soția lui, Maria Carolina, care ura Franța și nu avea încredere în Spania, s-a opus. 
Infanta María Isabel avea numai 12 ani, era prea tânără chiar și pentru o perioadă când prințesele se căsătoreau de foarte mici, însă căsătoria a fost justificată de necesitatea de a grăbi reluarea relațiilor apropiate între Spania și Neapole într-un moment critic pentru curțile europene, care se luptau cu politica expansionstă a lui Napoleon Bonaparte.
Contractul celor două căsătorii a fost semnat la Aranjuez în aprilie 1802. La 6 iulie 1802, la vârsta de 13 ani, María Isabel s-a căsătorit prin procură la Madrid cu vărul ei în vârstă de 25 de ani, Francesco, ca cea de-a doua lui soție. Fratele ei Ferdinand l-a reprezentat pe mire la ceremonie. Familia regală spaniolă a călătorit la Barcelona la 13 august. Cele două cupluri s-au căsătorit în persoană la 4 octombrie, la sosirea lui Francesco și a surorii sale. Festivitățile au durat până la 12 octombrie când María Isabel (italiană Maria Isabella) a părăsit Barcelona pentru Neapole.

## Prințesă Moștenitoare

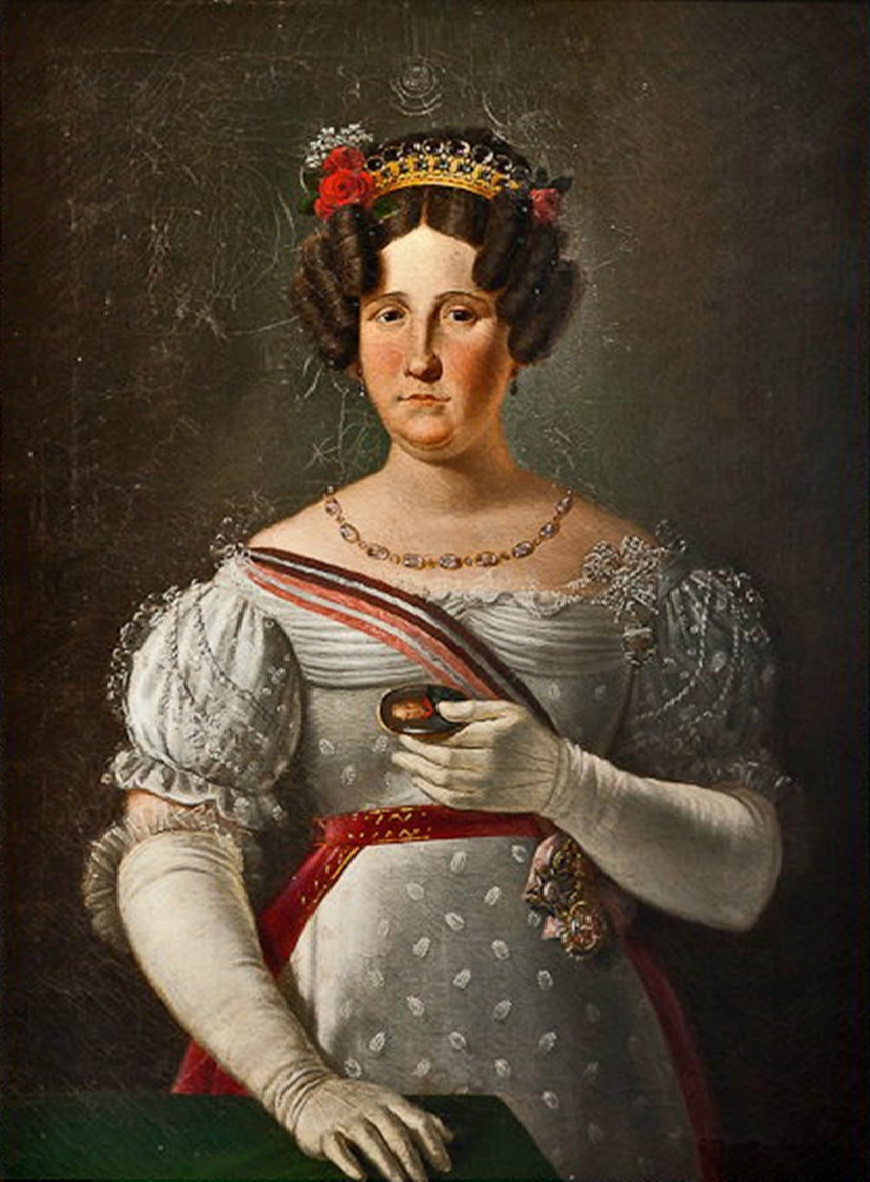
Portret al María Isabella

Maria Isabella nu a produs o impresie bună la sosirea ei la curtea din Neapole. Toate cele patru fiice ale lui Carol al IV-lea al Spaniei erau mici și îndesate. Spre deosebire de surorile sale, Maria Isabella avea trăsături regulate și părea chiar mai mică decît cei 13 ani pe care îi avea. A fost descrisă ca fiind "mică și rotundă ca un balon". Soacra ei, regina Maria Carolina, fusese apropiată de prima soție a fiului ei, care îi fusese și nepoată. Ea a avut o primă părere nefavorabilă de tânăra Maria Isabella despre care a scris următoarele:
„Un chip proaspăt, fin, sănătos, nu în ultimul rând Bourbon, cu alb și roșu și ochi negri. Este foarte robustă și voincă, iar  picioarele ei sunt foarte scurte. Atât pentru exteriorul ei. Restul nu poate fi descris pentru că nu-l înțeleg nici eu. Este nulă în ceea ce privește respectul, cunoașterea, ideile, curiozitatea. Nimic, absolut nimic. Vorbește puțină spaniolă însă nici italiană sau franceză și numai monosilabic cu Da sau Nu. Zâmbește tot timpul  indiferent dacă este sau nu ea este mulțumită... Fiica lui Francesco în vârstă de patru ani este mult mai inteligentă. Francesco a angajat profesori s-o învețe italiană și bazele geografiei și aritmeticii. Ea știe să cânte un pic la pian, în rest nu știe nimic. Am încercat s-o laud și s-o stimulez. Nu simte nimic; râde. Este ca o mașinărie care poate obține câteva atitudini însă niciodată maturitate reală. Dacă aș fi femeia ambițioasă, intrigant de care se spune că aș fi, ar trebui să fiu încântată să am o astfel de noră care nu va deveni niciodată nimic însă eu sunt prea conștiinciosă pentru asta. Am încercat s-o modelez drept tovarășă pentru soțul ei, chiar dacă asta ar însemna s-o întorc împotriva mea. Crede-mă, acest copil este o prezență îngustă, ea nici nu va înnobila nici nu va îmbunătăți rasa noastră. Toată clica spaniolă numeroasă, toate proiectele și sistemele lor, au primit o lovitură la sosirea acestei Prințese și a nulității ei perfecte.”
Ca Prințesă Moștenitoare a Neapole, Maria Isabella nu a luat parte la politică. Tânără și neexperimentată, ea nici nu avea caracterul energetic, nici educația să fie activă în sfera publică. Avea numai 15 ani când prima ei fiică, Luisa Carlotta, s-a născut la Portici la 24 octombrie 1804. De asemenea, ea a avut o fiică vitregă, Prințesa Carolina de Neapole și Sicilia, care se va căsători cu Ducele de Berry (al doilea fiu al regelui Carol al X-lea al Franței).
Viața Mariei Isabella a fost profund marcată de acțiunile lui Napoleon Bonaparte. După ce a fost încoronat împărat al Franței în decembrie 1804, Napoleon a continuat să-și extindă puterea în peninsula italiană. Temându-se pentru coroana sa, regele Ferdinand s-a alăturat celei de-A Treia Coaliții împotriva lui Bonaparte. Trupele lui Napoleon au învins toate armtele aliate la Austerlitz în decembrie 1805 și forțele din Neapole la Campo Tenese. În urma acestor victorii, forțele lui Napoleon au ocupat Neapole în 1806. Împăratul a dăruit coroana fratelui său Joseph Bonaparte și patru ani mai târziu cumnatului său, Joachim Murat.
Maria Isabella, împreună cu restul familiei regale, au plecat în Sicilia în februarie 1806. În ciuda încercărilor succesive ale lui Murat să invadeze insula, regele Ferdinand și Maria Carolina și-au menținut statutul și puterea în Sicilia sub protecția trupelor britanice. Adevărata putere în Sicilia o deținea Lordul William Bentinck, comandantul trupelor britanice pe insulă. Bentinck a stabilit o constituție și l-a privat pe Ferdinand de orice putere. Regele și-a petrecut următorii ani vânând și făcându-și apariția la Palermo numai când era necesară prezența sa.
În 1812, soțul Mariei Isabella a fost numit regent. Francesco s-a ciocnit de aristocrația insulei, care s-a opus noilor taxe pentru a finanța războiul împotriva Franței, susținând un grad ridicat de autonomie. Lipsită de influență, regina Maria Carolina a fost exilată la casa sa din Austria în 1813, unde a murit un an mai târziu.

## Ducesă de Calabria

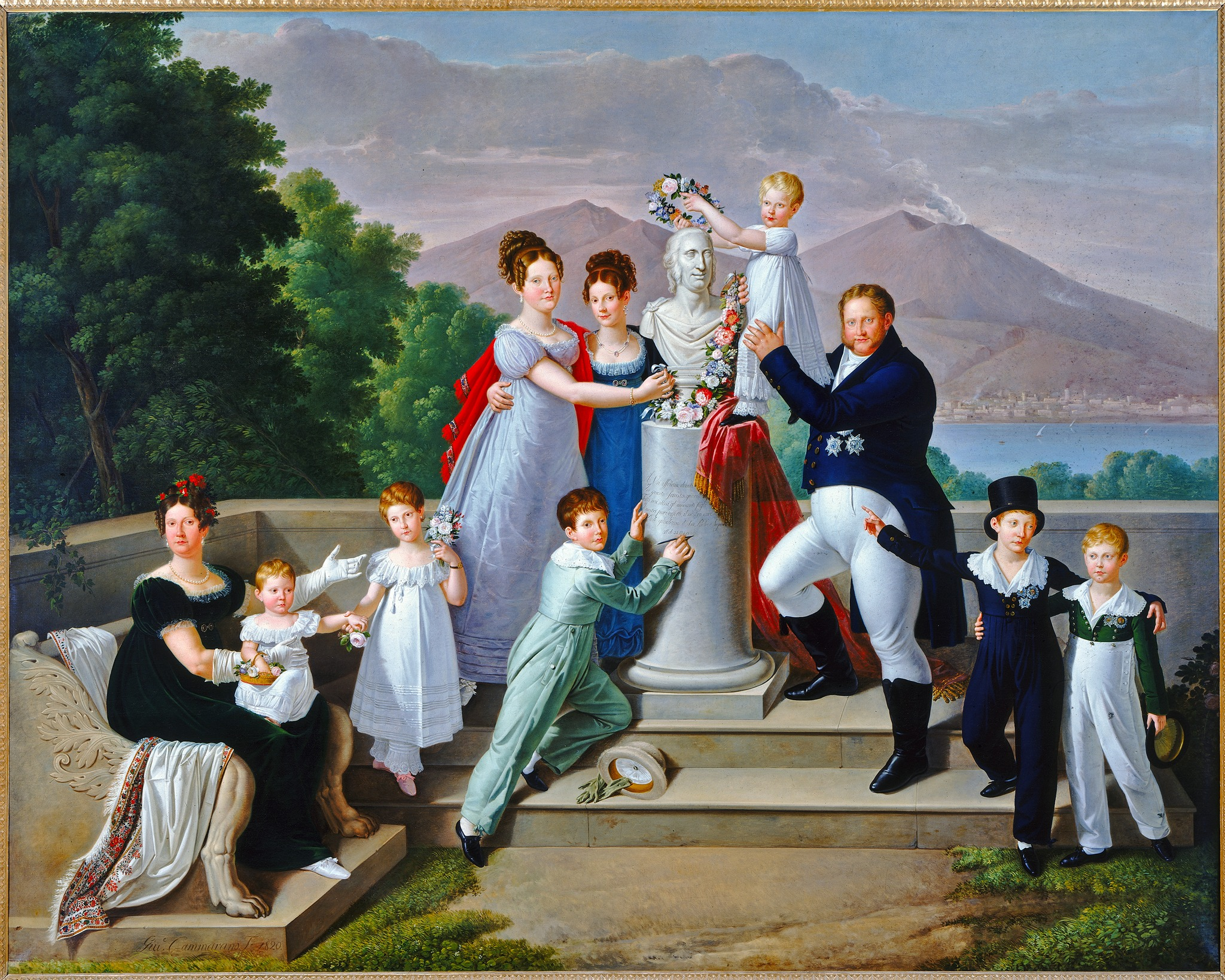
Famila lui Francesco I al celor Două Sicilii

În 1815, sub protecția Austriei, Ferdinand s-a întors în Neapole. El a suprimat constituția siciliană și a unit cele două regate Regatul celor Două Siclii în 1816, dăruindu-i lui Francesco titlul de Duce de Calabria ca moștenitor al regatelor. Servind ca locotenent în Sicilia (1815-1820), Francesco și Maria Isabella au rămas în Sicilia, vizitând rar Neapole.
Deși a părăsit Spania la o vârstă fragedă, Maria Isabella a rămas atașată de familia ei și de țara natală. În toamna anului 1818 ea și-a vizitat părinții care trăiau în exil la Roma. Maria Isabella a contribuit la alegerile maritale ale curții napolitane pentru fiicele ei, dintre care patru (din șase) au mers să se căsătorească cu membri ai familiei regale spaniole. Prima dintre aceste căsătorii a avut loc în aprilie 1819, între fiica ei cea mare Luisa Carlotta și fratele mai mic al Mariei Isabella, Infantele Francisco de Paula al Spaniei.
În timpul acestor ani turbulenți, Maria Isabella a fost însărcinată în mod constant. La intervale de mai puțin de doi ani, ea a născut npuă copii la Palermo: Maria Cristina (27 aprilie 1806), Amalia (8 martie 1808, care a murit un an mai târziu), Ferdinand, moștenitor aparent (12 ianuarie 1810), Carol, Prinț de Capua (10 octombrie 1811), Leopold, Conte de Siracuza (22 mai 1813), Maria Antonia (19 decembrie 1814), Antonio, Conte de Lecce (23 septembrie 1816), Maria Amalia (5 februarie 1818) și Carolina Ferdinanda (29 februarie 1820).
Maria Isabella, care încă trăia în Parlermo, tânjea după o viață mai interesantă pe continent și în cele din urmă s-a întors la Napoli cu soțul ei în iulie 1820. Socrul ei, regele Ferdinand, era acum complet subordonat Austriei; un austriac, contele Nugent, era comandantul-șef al armatei. Pentru următorii patru ani socrul ei a domnit ca un monarh absolut, neacordând reforme constituționale. În această perioadă, Maria Isabella a avut încă doi copii născuți la Napoli: Teresa Cristina la 14 martie 1822 și Louis, Contele de Aquila la 19 iulie 1824.

## Regină
Regele Ferdinand I al celor Două Sicilii a murit la 4 ianuarie 1825 și soțul Mariei Isabella a devenit noul rege. Francisc I, la vârsta de 47 de ani, era un bărbat gras, bine-intenționat, simplu în gusturile sale și mai interesant de agricultură decât de politică. De la început, Francisc I s-a comportat foarte diferit de prințul liberal care fusese ca moștenitor al coroanei și scurta sa domnie a fost în esență reacționară. Deși gelos pe autoritatea sa, el a lăsat guvernarea în mâinile primului ministru Luigi de Medici (1759 - 1830).
În noul ei rol de regină consort, Maria Isabella nu a deținut nici un rol politic. Ea a avut nici ambiție, nici interes față de guvernare. La 34 de ani și mamă a doisprezece copii, ea încă îl îngrijea pe fiul ei, contele de Aquila, născut cu un an mai înainte. Supragreutatea cauzată de multiplele sarcini au distrus trăsăturile regulate ale reginei. Maria Isabella a fost frivolă, copiăroasă și cu inima bună. Îi plăceau: teatrul, balurile și festivitățile publice. Simplă și generoasă, ea a fost mai populară decât soțul ei.

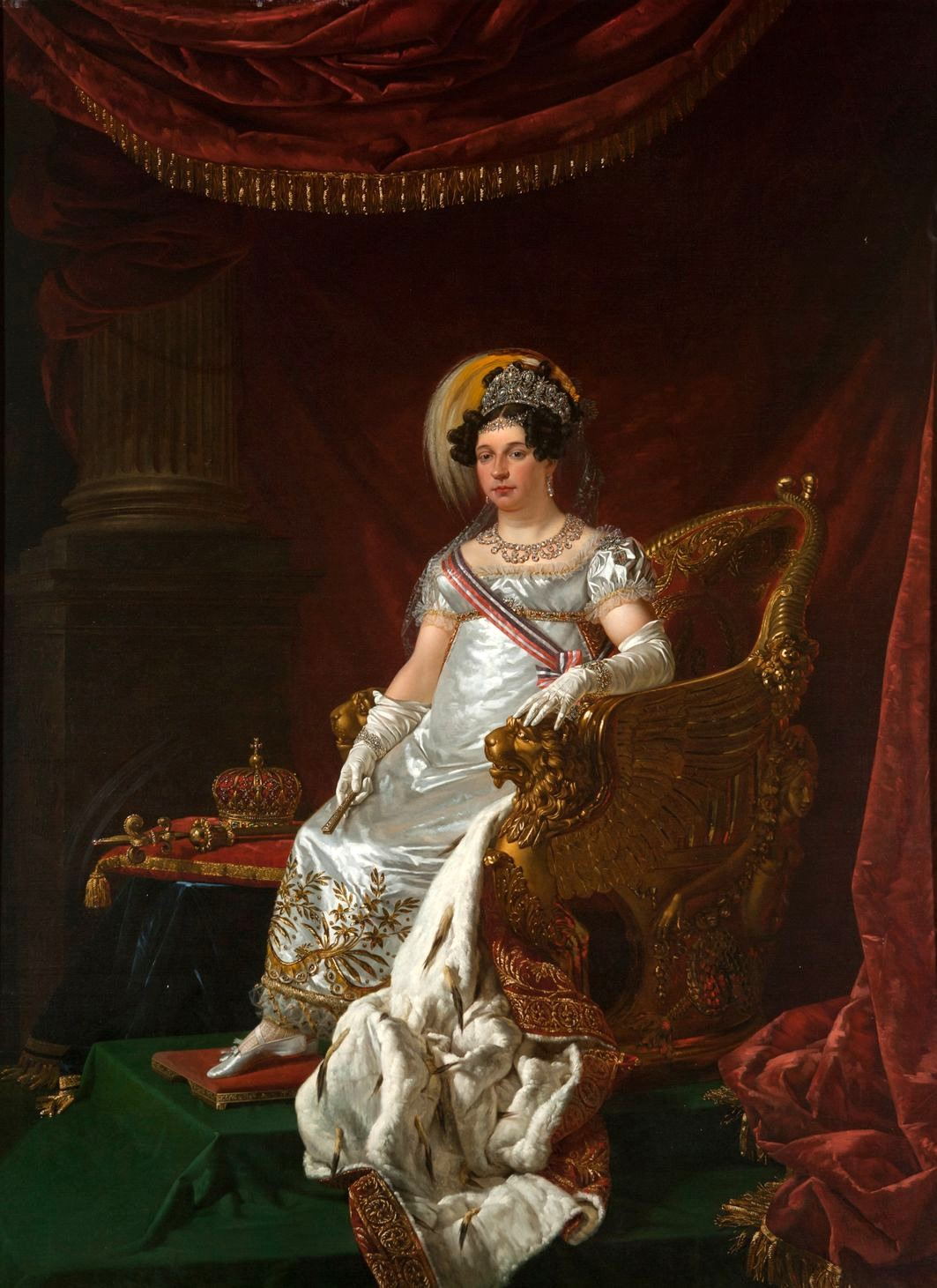
Maria Isabella

Cuplul regal a trăit înconjurat de soldați, mereu temându-se de o revoluție. Securitate acestora a fost garantată de către trupele austriece staționate în Neapole, dar plata lor a fost o povară grea pentru vistieria statului și principalul motiv pentru marea daatorie publică. La sfatului lui Medici, Francisc și Maria Isabella au luat cu ei pe fiul lor de un an, contele de Aquila, și au mers la Milano în mai 1825 pentru a obține o reducere a trupelor de ocupație. După un acord între Medici și ambasadorul austriac, contele von Ficquelmont, regele și regina s-au întors la Neapole la 18 iulie. Trupele austriece au fost reduse la 12.000 și au părăsit Neapole în februarie 1827.
La 13 august 1827, Maria Isabella a născut ceel de-al 13-lea și ultimul copil, Francesco di Paola, Conte de Trapani. Însoțitoarea constantă a reginei a fost cea de-a doua fiică, Maria Christina, care era la fel de cochetă ca mama ei. Maria Christina avea deja peste 20 de ani și părinții erau dornici să-i găsească un soț regal. Oportunitatea a venit când fratele Mariei Isabella, Ferdinand al VII-lea al Spaniei a rămas văduv în mai 1829. Fiica cea mare a Mariei Isabell, Infanta Luisa Carlota, a aranjat repede o căsătorie între sora ei și unchiul lor..
Ferdinand al VII-lea și-a invitat sora și cumnatul să-și însoțească fiica pentru nunta de la Madrid. Francisc I era afectat de gută și sănătatea sa era precară, dar Maria Isabella era nerăbdătoare să-și viziteze țara natală după douăzeci și șapte ani de absență. Ea și-a convins soțul să călătorească pentru mai mult timp în Spania. Fiul lor cel mai mare, Ferdinand, Duce de Calabria a fost lăsat regent în timpul absenței.
Călătorind pe uscat, cuplul regal a plecat spre Spania la 28 septembrie 1829. Pe drum, ei l-au vizitat pe Papa Pius al VIII-lea la Roma. La Grenoble, s-au întâlnit cu Ducesa de Berry, fericită să-și vadă părinții după treisprezece ani. Odată ajunși în Spania, căsătoria a fost celebrată la 25 ianuarie 1830. Pe drumul de întoarcere, ei s-au întâlnit din nou cu ducesa de Berry care le-a prezentat pe fiul ei, Ducele de Bordeaux. Maria Isabella și soțul ei au mers la Paris, unde l-au întâlnit pe regele Carol al X-lea al Franței. Regele și regina au ajuns la Napoli la 30 iulie. După întoarcerea lor, starea de sănătate a regelui s-a deteriorat rapid. A murit la 8 noiembrie 1830.

### Regină-mamă

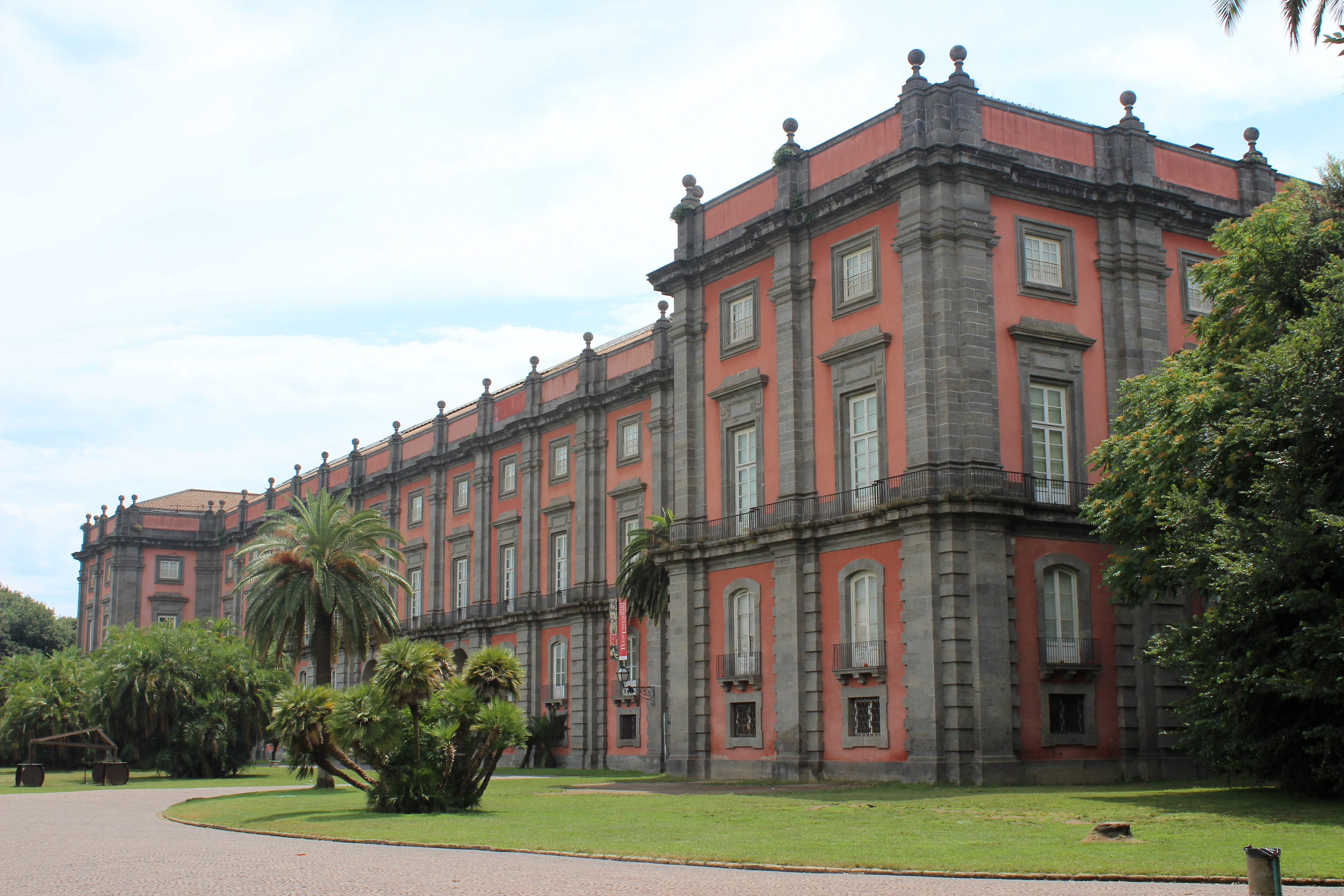
Palatul Capodimonte, unde regina-mamă s-a retras împreună cu cel de-al doilea soț, mai tânăr decât ea cu 16 ani.

După decesul soțului ei, fiul cel mare al Mariei Isabella, Ferdinand al II-lea a devenit rege. Ferdinand în vârstă de doar 20 de ani, timid și liniștit, a fost mai energic decât tatăl și bunicul său și și-a luat în serios responsabilitățile de rege. Relația dintre Maria Isabella și Ferdinand al II-lea a fost rece, regina mamă preferând pe cel de-al doilea fiu al ei, Carlo Ferdinand, Prinț de Capua, care împărtășea frivolitatea ei.
Maria Isabella a rămas văduvă la o vârstă când era încă tânără, cu poftă de viață și o anumită frumusețe în ciuda greutății sale. Înconjurată de admiratori, ea a avut o slăbiciune pentru oficiali frumoși mai tineri decât ea. Potrivit zvonurilor de la curte, ea a avut amanți. Comportamentul ei l-a exasperat pe Ferdinand al II-lea.. La 21 noiembrie 1832 Ferdinand s-a căsătorit cu Maria Christina de Savoia, cu care Maria Isabella s-a înțeles bine. Noua regină i-a împăcat pe mamă și fiu.
Regina-mamă era preocupată să găsească soți pentru fiicele ei. În 1832, fiica ei Maria Amalia în vârstă de 14 ani s-a căsătorit cu infantele Sebastian al Spaniei, care era văr primar cu Maria Isabella. A patra căsătorie spaniolă a avut loc după decesul ei, în 1850, când Carolina Ferdinanda s-a căsătorit cu Carlos, Conte de Montemolín, pretendent carlist la tronul Spaniei. În iunie 1833, pioasa ei fiică Maria Antonia s-a căsătorit cu Marele Duce de Toscana Leopold al II-lea care era văduv.
În 1835, la 46 de ani, Maria Isabella a început o relație cu un ofițer austriac, baronul Peter von Schmuckher. Relația lor a fost turbulentă. Cu toate acestea, la moartea soției lui Schmuckher în 1837, ea a intenționat să se căsătorească cu el. Când ambițiosul baron a pretins titluri și privilegii regale ca o condiție a căsătoriei, Maria Isabella l-a respins, apelând la fiul ei regele Ferdinand al II-lea pentru a scăpa de fostul ei iubit. Regele l-a expulzat pe Schmuckher în ianuarie 1838.
Cum Maria Isabella era hotărâtă să se recăsătorească, fiul ei, regele Ferdinand al II-lea, i-a dat o listă cu nume de tineri nobili din regat de unde să aleagă. Primele sale două alegeri au ezitat și ea și-a retras propunerea. În cele din urmă l-a ales pe Francesco, conte del Balzo dei Duchi di Presenzano (1805–1882), un tânăr și frumos locotenent dintr-o veche familie nobilă dar săracă. Căsătoria a avut loc la 15 ianuarie 1839. Mireasa avea 50 de ani iar mirele 34. Cuplul nu a avut copii. S-au retras de la curte și s-au mutat la palatul Capodimonte. Ea a murit la 13 septembrie 1848 la 59 de ani.